# Stănișești
Stănişeşti é uma comuna romena localizada no distrito de Bacău, na região de Moldávia. A comuna possui uma área de 62.30 km² e sua população era de 4747 habitantes segundo o censo de 2007.